# تسيهدينك
تسيهدينك (بالألمانية: Zehdenick) هي مدينة وبلدة ألمانية تقع في براندنبورغ في ألمانيا. يقدر عدد سكانها بـ 14,537 نسمة.

## المدن التوأمة
مدن Siemiatycze وكاستروب راوكسل هي مدن توأمة لتسيهدينك.

## أعلام
- جيرهارد لانجيماير
- ستين نادولني
- سيباستيان ميليتز